# Serjania incisa
Serjania incisa là một loài thực vật có hoa trong họ Bồ hòn. Loài này được Torr. miêu tả khoa học đầu tiên năm 1859.